# Морски патици
Морските патици (Merginae) са едно от деветте подсемейства включени в разред Гъскоподобни (Anseriformes).

## Класификация
Подсемейство Морски патици
- Род Звънарки (Bucephala) S.F. Baird, 1858
  - Малка звънарка (Bucephala albeola) (Linnaeus, 1758)[1]
  - Звънарка (Bucephala clangula) (Linnaeus, 1758)
  - Исландска звънарка (Bucephala islandica) (J. F. Gmelin, 1789)[1]
- Род Camptorhynchus
  - Camptorhynchus labradorius (J. F. Gmelin, 1789)
- Род Ледени потапници (Clangula) Leach, 1819
  - Ледена потапница (Clangula hyemalis) (Linnaeus, 1758)
- Род Histrionicus
  - Каменарка (Histrionicus histrionicus) (Linnaeus, 1758)[1]
- Род Американски нирци (Lophodytes) L. Reichenbach, 1853
  - Американски нирец (Lophodytes cucullatus) (Linnaeus, 1758)
- Род Траурни потапници (Melanitta) F. Boie, 1822
  - Американска кадифена потапница (Melanitta deglandi) (Bonaparte, 1850)
  - Кадифена потапница (Melanitta fusca) (Linnaeus, 1758)
  - Траурна потапница (Melanitta nigra) (Linnaeus, 1758)
  - Черна американска потапница (Melanitta perspicillata) (Linnaeus, 1758)[1]
- Род Малки нирци (Mergellus) Selby, 1840
  - Малък нирец (Mergellus albellus) (Linnaeus, 1758)
- Род Нирци (Mergus) Linnaeus, 1758
  - Mergus australis Hombron & Jacquinot, 1841
  - Голям нирец (Mergus merganser) Linnaeus, 1758
  - Бразилски нирец (Mergus octosetaceus) Vieillot, 1817[2]
  - Среден нирец (Mergus serrator) Linnaeus, 1758
  - Mergus squamatus Gould, 1864
- Род Малки гаги (Polysticta) (Eyton, 1836)
  - Стелерова гага (Polysticta stelleri) (Pallas, 1769)[1]
- Род Гаги (Somateria) Leach, 1819
  - Очилата гага (Somateria fischeri) (Brandt, 1847)[1]
  - Обикновена гага (Somateria mollissima) (Linnaeus, 1758)
  - Гребенчата гага (Somateria spectabilis) (Linnaeus, 1758)[1]